# Okręg wyborczy Whitlam
Okręg wyborczy Whitlam (ang. Division of Whitlam) – jednomandatowy okręg wyborczy do Izby Reprezentantów Australii, położony w stanie Nowa Południowa Walia.
Pierwsze wybory odbyły się w nim w 2016 roku, a jego patronem jest premier Australii w latach 1972–1975 Gough Whitlam (1916–2014).
Od 2016 roku posłem z tego okręgu był Stephen Jones z Australijskiej Partii Pracy.

## Lista posłów
Lista posłów z okręgu Whitlam:
| okres urzędowania | poseł         | przynależność             |
| ----------------- | ------------- | ------------------------- |
| od 2016           | Stephen Jones | Australijska Partia Pracy |